# Gyokusen (1834-1913)
Pour les articles homonymes, voir Gyokusen.
Gyokusen (玉泉, de son vrai nom Mochizuki Shigemine, nom familier Shunzō, surnom Shuitsu, noms de pinceau Gyokkei) est un peintre japonais des XIXe – XXe siècles, né en 1834, mort en 1913. Ses origines ne sont pas connues.

## Biographie
Disciple de son père Gyokusen du (XIXe siècle), Gyokusen (1834-1913) est un peintre spécialiste de fleurs et d'oiseaux. Il vit à Kyoto où il est membre du Comité Artistique Impérial.